# Linguistic Society of America
Linguistic Society of America – amerykańskie towarzystwo naukowe zajmujące się językoznawstwem, zrzeszające przedstawicieli językoznawstwa porównawczego, strukturalnego i opisowego. Zostało założone w 1924 roku. W 1986 roku liczyło 7 tys. członków. Centrum organizacyjne towarzystwa składa się z sekretariatu (Waszyngton), obejmuje dwa komitety (wykonawczy i wydawniczy). Oficjalne czasopismo Linguistic Society of America – „Language” – jest wydawane cztery razy w roku. 